# Cratynius audyi
Cratynius audyi är en loppart som först beskrevs av Hamilton Paul Traub 1952.  Cratynius audyi ingår i släktet Cratynius och familjen smågnagarloppor. Inga underarter finns listade i Catalogue of Life.